# Lester Young
Lester Willis Young, kallad Prez, född 27 augusti 1909 i Woodville i Mississippi, död 15 mars 1959 i New York i New York, var en amerikansk jazzsaxofonist (tenor) och klarinettist.

## Biografi
Lester Young är enligt många bedömare världens genom tiderna bäste tenorsaxofonist. Hans stil är vad man kallar cool jazz och han influerades av bland andra saxofonisten Frankie Trumbauer och trumpetarna Bix Beiderbecke och Louis Armstrong. Själv skulle Young bli stilbildare, och inspirationskälla åt Charlie Parker och Dexter Gordon med flera. Lester hade arbetat åt både King Oliver och Bennie Moten innan han började spela i Count Basies orkester 1936. Det var samma år som han fick göra sina första skivinspelningar, däribland sin berömda version av George Gershwins "Oh, Lady Be Good!". Hos Basie stannade Young till 1940. Åren 1941–1943 ledde han sitt eget band tillsammans med sin bror, trummisen Lee Young (1914–2008). 1943 kom han tillbaka till Count Basie och stannade där till året därpå.
Youngs spelstil hade klart referenser riktade åt Coleman Hawkins men han hade ändå ett absolut eget spelsätt då han ofta spelade med en ljus klang och mindre vibrato och med fantasifulla, vitala solon. På 1940-talet fick han en grövre och hårdare ton i sitt saxspel och även ojämnare. Anledning kan vara hans allvarliga alkoholism och en traumatisk tjänstgöring i armén. Hans delvis olyckliga liv inspirerade regissören Bertrand Tavernier att göra filmen Kring midnatt (1986).
Young gjorde flera inspelningar med sångerskan Billie Holiday. Samspelet mellan de två lät oftast utmärkt och bidrog till en stor vänskap. Det var Lester som gav Billie smeknamnet Lady Day och i gengäld gav hon honom smeknamnet Prez, som en förkortning av President.